# Piwoń
Piwoń – część miasta Siewierz, w Polsce, położona w województwie śląskim, w powiecie będzińskim.
Piwoń leży w północno-wschodniej części miasta, wzdłuż ulicy Kieleckiej, u jej wylotu na Czekankę. Znajdują się tu liczne zakłady przemysłowe.

## Historia
Piwoń to dawna wieś. Do połowy XIX wieku wchodziła w skład gminy Olkusko-Siewierskiej. W 1864 roku w wyniku podziału terytorialnego gminy Olkusko-Siewierskiej utworzono gminę Sulików, do której Piwoń należał do 1915 roku. W latach 1915–1927 należał do gminy Mierzęcice, a od 1 kwietnia 1928 do gminy Siewierz. W latach 1867–1926 wchodził w skład powiatu będzińskiego, a od 1927 zawierciańskiego. W II RP przynależały do woj. kieleckiego. 4 listopada 1933 gminę Siewierz  podzielono na sześć gromad. Wieś Piwoń wraz z folwarkiem Łysa Góra i nadleśnictwem Łysa Góra utworzył gromadę o nazwie Piwoń w gminie Siewierz.
Podczas II wojny światowej włączone do III Rzeszy. Po wojnie gmina Siewierz przez bardzo krótki czas zachowała przynależność administracyjną, lecz już 18 sierpnia 1945 roku została wraz z całym powiatem zawierciańskim przyłączona do woj. śląskiego.
W związku z reformą znoszącą gminy jesienią 1954 roku, Piwoń wszedł w skład nowej gromady Siewierz.
1 stycznia 1958 gromadę Siewierz zniesiono w związku z nadaniem jej statusu osiedla, przez co Piwoń utracił swoją samodzielność, stając się obszarem osiedlowym. 18 lipca 1962 Siewierz otrzymał status miasta, przez co Piwoń stał się obszarem miejskim.